# Ernst-Otto Gerke

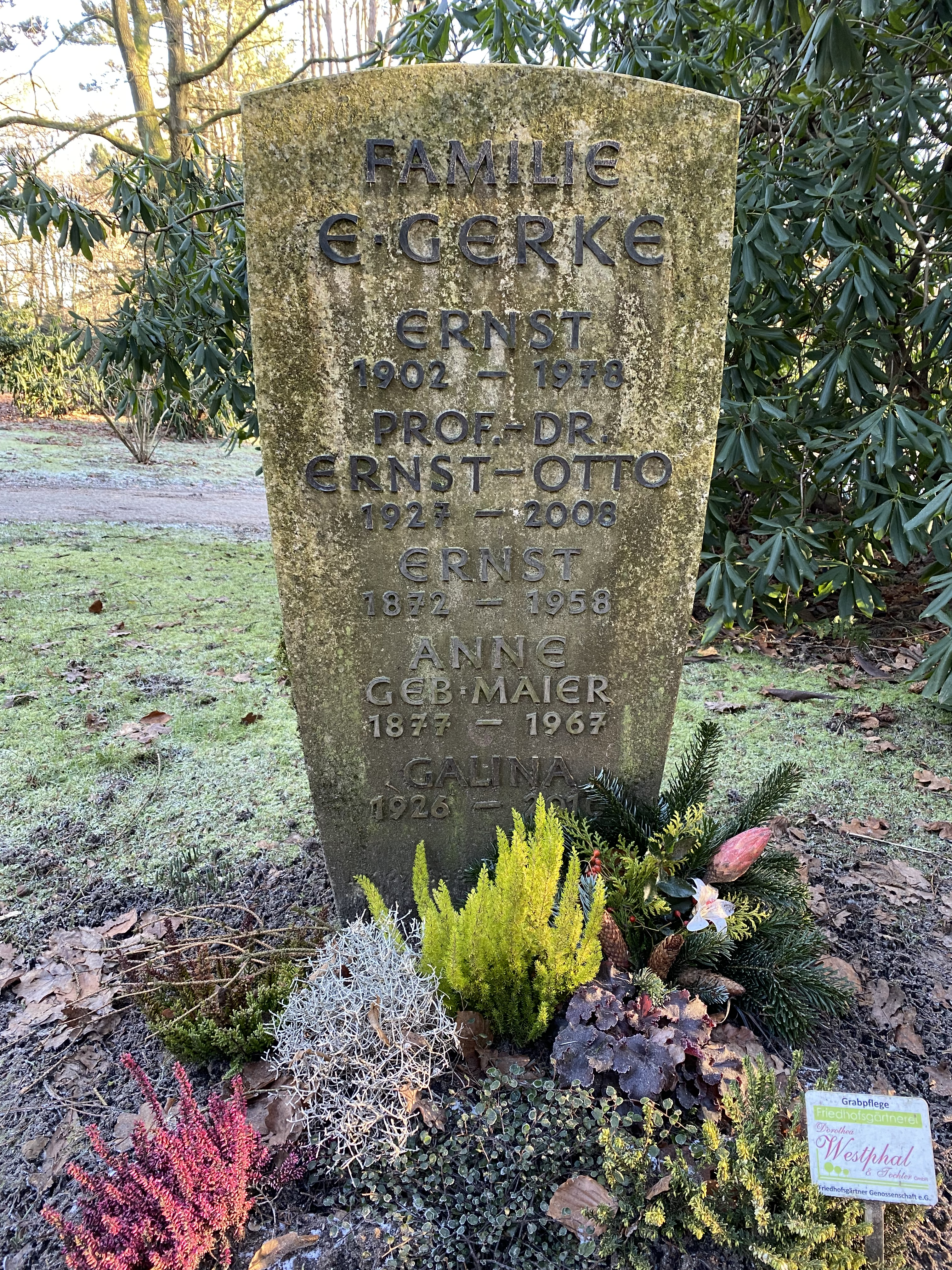
Grabstätte auf dem Friedhof Ohlsdorf

Ernst-Otto Gerke (* 12. März 1927 in Hamburg; † 2. August 2008 ebenda) war ein deutscher Germanist.

## Leben
Nach der Promotion zum Dr. phil. in Hamburg am 2. März 1970, war er dort von 1977 bis 1978 wissenschaftlicher Rat und Professor für Linguistik des Deutschen und von 1979 bis 1992 Professor für Linguistik des Deutschen an der Universität Hamburg.
Seine Grabstätte befindet sich auf dem Friedhof Ohlsdorf im Planquadrat Bk 69 südlich von Kapelle 13.

## Schriften (Auswahl)
- Der Essay als Kunstform bei Hugo von Hofmannsthal. Lübeck 1970, OCLC 603493784.